# Kelowna
Kelowna je město v kanadské provincii Britská Kolumbie. Leží na břehu jezera Okanagan v údolí Okanagan Valley. Název města je odvozen od indiánského pojmenování samice medvěda grizzly.
V Kelowně sídlí správa regionálního okresu Central Okanagan, třetí největší metropolitní oblasti v provincii (po oblastech Lower Mainland a Victoria).
Se svoji scenérií, suchým a mírným podnebím je Kelowna jedním z nejrychleji se rozvíjejících míst v Severní Americe. Kelowna má po Vancouveru druhé nejvyšší ceny pozemků v Kanadě. Pro svoje mírné klima a vinice v okolí bývá občas Kelowna porovnávaná s Kalifornii.
Kelowna je 22. největší metropolitní oblast v Kanadě.

## Dějiny města

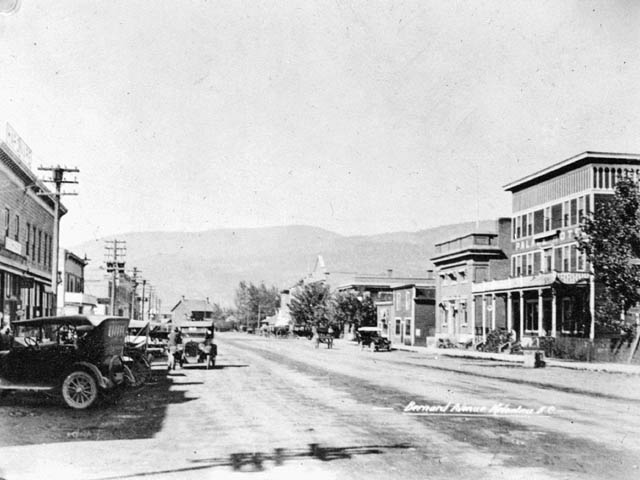
Kelowna v roce 1920

Poprvé toto území osídlili misionáři v roce 1859, avšak město Kelowna bylo oficiálně založené v roce 1905. Na severu sousedí s městy Lake Country a Vernon, na západě přes jezero s městem Westbank, na jihozápadě s městem Peachland a na jihu s městy Summerland a Penticton.

## Ekonomika
Většina obyvatel Kelowny pracuje v oblasti služeb. V létě je zejména populární veslování a plavení se po jezeře, v zimě lyžování v nedalekém lyžařském středisku Big White Ski Resort.
Ve městě se stáčí víno známé po celém světě. Vinice se rozkládají zejména v jižní části města, kde panují ideální klimatické podmínky na pěstovaní vinné révy. V Kelowně sídlí Sun-Rype, výrobce ovocných nápojů a cukrovinek.

## Demografie
Podle sčítání lidu z roku 2006 žije v Kelowně 106 707 obyvatel. Z nich je 48,4 % mužů a 51,6 % žen. Dětí mladších 5 let je v oblasti 4,8 % z celkového počtu obyvatel.
Téměř 18,4 % obyvatelstva Kelowny dosahuje důchodového věku (nad 65 roků pro muže i ženy).

### Etnický původ obyvatel
| Angličané              | 20 665 |
| Skoté                  | 16 275 |
| Němci                  | 13 170 |
| Kanaďané               | 12 410 |
| Irové                  | 12 265 |
| Francouzi              | 7 455  |
| Ukrajinci              | 4 485  |
| Holanďané              | 2 905  |
| Poláci                 | 2 815  |
| Norové                 | 2 765  |
| Švédové                | 2 380  |
| Rusové                 | 2 045  |
| Italové                | 1 865  |
| Severoameričtí Indiáni | 1 695  |
| Velšané                | 1 390  |

### Rozdělení obyvatelstva podle víry
| Protestanti            | 40,7 % |
| Římskokatolická církev | 17,9 % |
| Jiné křesťanské církve | 6,8 %  |
| Ostatní náboženství    | 3,0 %  |
| Ateisté                | 31,6 % |

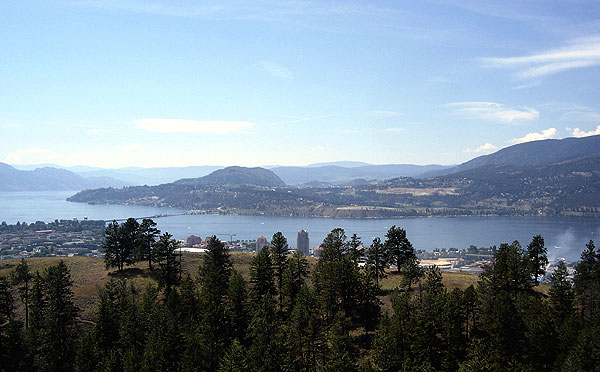
Jezero Okanagan

Zdroj: Statistics Canada 2001 Census

## Vzdělání
Veřejné školy v Kelowně náleží do školského obvodu School District 23 Central Okanagan, nebo do frankofonního School District 93 Conseil scolaire francophone.
Ve městě je 20 základních, 9 středních a 3 veřejné univerzity
- UBC Okanagan, kampus Univerzity Britské Kolumbie
- Okanagan College
- Sprott-Shaw Community College

## Doprava

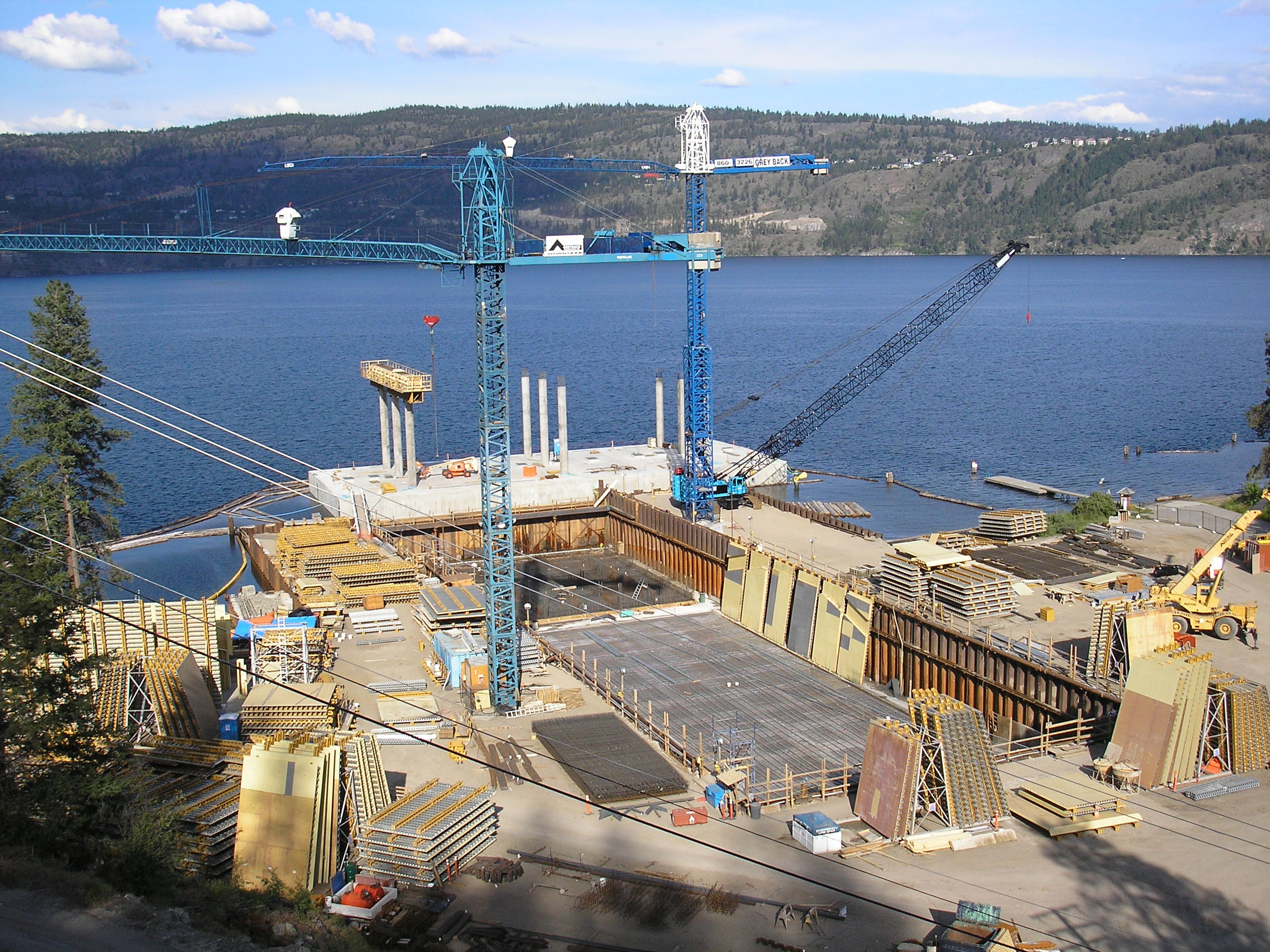
Stavba mostu William R. Bennett Bridge

Několik let vedla přes město jen jedna hlavní dálnice, Highway 97. Sama o sobě nebyla špatná, avšak její propojení s městy na východě a západě provincie umožňovalo jen napojení na pomalou a klikatou transkontinentální dálnici Highway 1 a dálnici Highway 3. Protože je údolí Okanagan Valley vyhledávaným místem oddychu pro obyvatele Vancouveru, v roce 1986 byla vybudovaná nová dálnice Highway 5, která zkrátila dobu cesty mezi oběma městy o dvě hodiny. Tato 425 km dlouhá dálnice začíná ve městě Hope a končí v městě Kamloops. Jejím vybudováním se podařilo dobu jízdy z Vancouveru do Kelowny zkrátit na čas pod čtyři hodiny.
Kelownu spojuje se západním břehem jezera pontonový most Okanagan Lake Bridge. V současnosti probíhá výstavba nového mostu William R. Bennett Bridge, který ho nahradí.
Z mezinárodního letiště v Kelowně odlétají pravidelné linky do Calgary, Edmontonu, Vancouveru, Toronta, Victorie, Seattlu, Las Vegas a Honolulu a sezonní lety do Mexika.

## Podnebí
Na kanadské podmínky má Kelowna suché a mírné klima s průměrnou roční teplotou 7,7 °C. V lednu průměrná teplota dosahuje -3,8 °C a v červenci 19,1 °C. Jezero Okanagan v zimě mírní výkyvy počasí, přesto se občas studenému arktickému vzduchu podaří prorazit až do údolí – nejnižší zaznamenaná teplota je -36,1 °C, ze 30. prosince 1968. Léta jsou horká a slunečná – nejvyšší zaznamenaná teplota se vyšplhala na 39,5 °C, 24. července 1994. Na město spadne za rok průměrně 300 mm srážek, přičemž jedna třetina srážek dopadne na zem ve formě sněhu. Kelowna je nejméně větrným městem v Kanadě, za rok má 39 procent dní bez větru.
(Všechny data získané z Environment Canada statistics for the Kelowna airport Archivováno 22. 6. 2020 na Wayback Machine.)

## Stadióny a městské atrakce

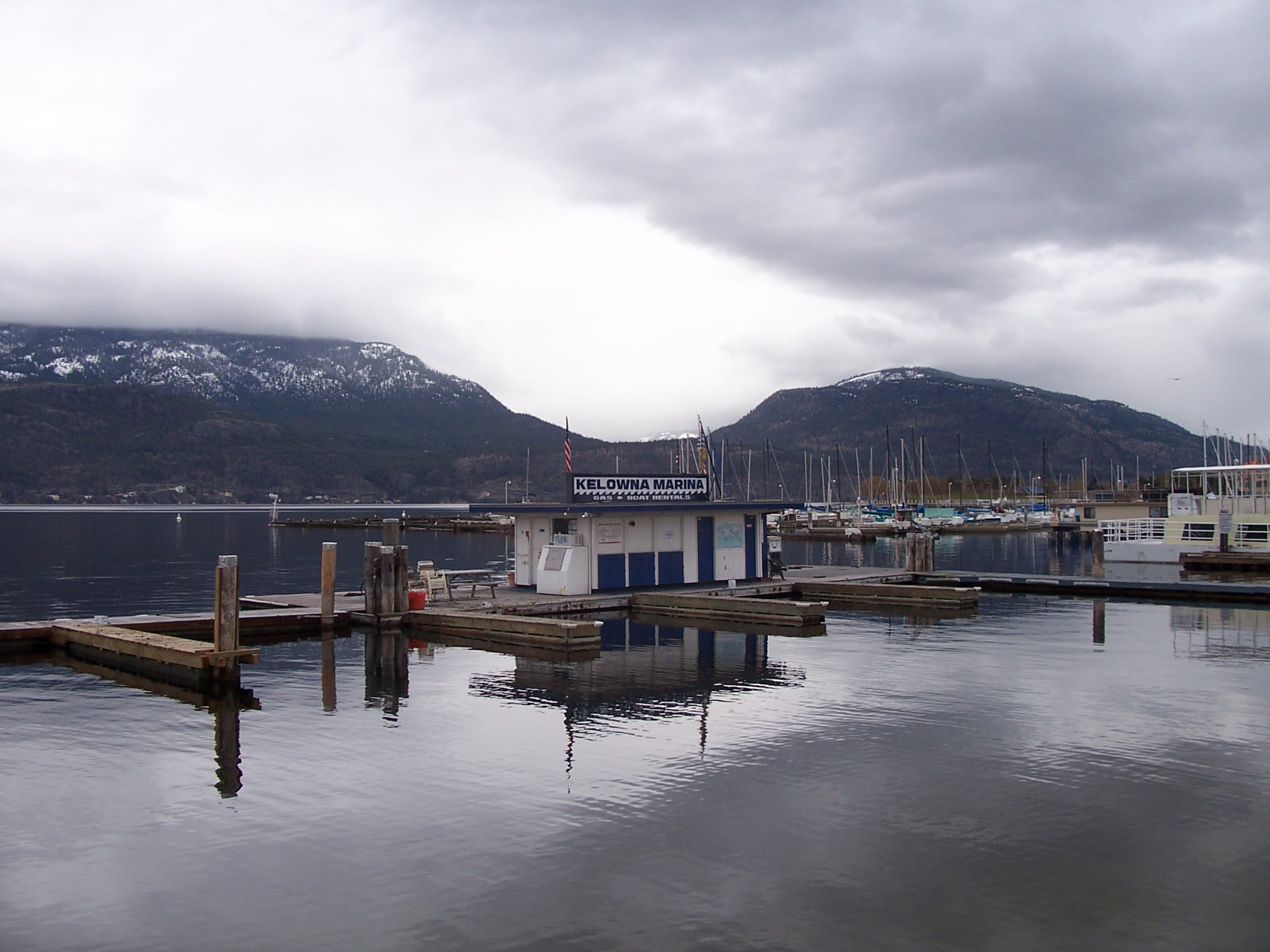
Kelowna Marina, přístav na jezeře Okanagan

- Prospera Place - aréna s 6800 místy na sezení
- The Apple Bowl - odkrytý stadión s 1000 místy na sezení
- Rotary Centre for the Arts – umělecké středisko[9]
- Kelowna Art Gallery – galérie umění[10]
- Kelowna Community Theatre - divadlo[11]
- Kelowna Museum – městské muzeum[12]
- Kelowna Marina – přístav na jezeře Okanagan
- Capital News Centre
- The Bluff – aréna s odkrytou střechou
- Kasugai Gardens - zahrada, ležící za městskou radnicí. Byla založena na počest navázaní vztahů s partnerským městem Kasugai v Japonsku[13]

## Sportovní kluby
- Kelowna Rockets (hokej) - Western Hockey League (Vítěz Memorial Cupu v roce 2004)
- Okanagan Sun (ragby) - Canadian Junior Football League
- Kelowna Falcons (baseball) - West Coast Collegiate Baseball League
- Kelowna Wilderness (basketbal) - Outdoor Basketball Association
- Okanagan Challenge (fotbal) - Pacific Coast Soccer League

## Zajímavosti
- Ve sci-fi seriálu Stargate SG-1 je jedna z postav, Jonas Quinn, členem národa Kelowna na planetě Langara. Stargate SG-1 se v letech 1996 až 2006 natáčel ve Vancouveru.
- Podle indiánských legend a údajných pozorování žije v jezeře příšera - Ogopogo

## Partnerská města
- Veendam, Nizozemsko
- Kasugai, Japonsko (1981)
- Senanga, Zambie